# Ozarba gobabis
Ozarba gobabis là một loài bướm đêm trong họ Noctuidae.